# Demkiwci (obwód żytomierski)
Demkiwci (ukr. Демківці) – wieś na Ukrainie, w obwodzie żytomierskim, w rejonie żytomierskim, w hromadzie Lubar. W 2001 liczyła 184 mieszkańców, spośród których 183 wskazało jako ojczysty język ukraiński, a 1 rosyjski.